# Arnold Haacke
Paul Arnold Haacke (* 1. Dezember 1832 in Roßla; † 11. August 1899 in Blankenburg (Harz)) war ein deutscher Reichsgerichtsrat und Mitglied des preußischen Abgeordnetenhauses.

## Leben
Der Sohn eines Gerichtsrats studierte an der Georg-August-Universität Göttingen und der Ruprecht-Karls-Universität Heidelberg Rechtswissenschaft. In Heidelberg wurde er 1852 Mitglied des Corps Saxo-Borussia Heidelberg. Haacke wurde 1854 auf den preußischen Landesherrn vereidigt. Erst 1865 ernannte man ihn zum Kreisrichter. 1873 wurde er Kreisgerichtsrat. Kreisgerichtsdirektor wurde er 1876. Ein Jahr später wurde er Konsistorialrat. Im nächsten Jahr war er wieder Kreisgerichtsdirektor. 1879 wurde er Landgerichtsdirektor und 1887 Landgerichtspräsident. 1891 kam er vom Landgericht Hirschberg an das Reichsgericht. Er war als Richter im IV. Zivilsenat tätig. Er trat 1892 in den Ruhestand. Von 1894 bis 1898 war er Mitglied des preußischen Abgeordnetenhauses für den Wahlbezirk Merseburg 6 (Sangerhausen–Eckartsberga). Er gehörte der nationalliberalen Fraktion an.